# Großer Preis von Europa 1995
Der Große Preis von Europa 1995 (offiziell XL Grand Prix of Europe) fand am 1. Oktober auf dem Nürburgring in Nürburg statt und war das 14. Rennen der Formel-1-Weltmeisterschaft 1995.

## Berichte

### Hintergrund
Nach dem Großen Preis von Portugal führte Michael Schumacher in der Fahrerwertung mit 17 Punkten vor Damon Hill und mit 33 Punkten vor David Coulthard. In der Konstrukteurswertung führte Benetton-Renault mit zwölf Punkten vor Williams-Renault und mit 38 Punkten vor Ferrari.
Vor dem Rennwochenende gab es einen Fahrerwechsel: Gabriele Tarquini ersetzte Ukyō Katayama bei Tyrrell, der sich nach einem Unfall beim Großen Preis von Portugal auf Anraten der Ärzte gegen das Rennen entschied. Katayama hatte sich bei dem Unfall eine Nackenzerrung und Prellungen zugezogen.
Das Rennen markierte die Rückkehr des Nürburgrings in den Formel-1-Kalender, nachdem die Strecke seit der Saison 1985 aufgrund von Streitigkeiten zwischen den Veranstaltern der Rennstrecke aus dem Kalender ausgeschlossen war.
Vor dem Rennwochenende gab Coulthard bekannt, dass er zur Saison 1996 zum McLaren-Team wechseln werde. Er hatte erstmals im Oktober 1994 einen Vertrag bei McLaren unterzeichnet, bevor er bei Williams als Stammfahrer für 1995 bestätigt wurde. McLaren bestätigte außerdem, dass Mika Häkkinen und Jan Magnussen ihre bestehenden Rollen als Renn- bzw. Testfahrer für das Team weiterführen würden, wodurch Mark Blundell 1996 ohne Team sein würde. Coulthards Deal wurde am Tag des Rennens offiziell bestätigt. In der Zwischenzeit hatte Coulthards voraussichtlicher Nachfolger, Jacques Villeneuve, zum ersten Mal seit seiner Bestätigung als Hills Teamkollege für 1996 einen Williams getestet und war zwei Tage lang auf der Rennstrecke von Monza unterwegs. Das Jordan-Team hatte außerdem in der Woche vor dem Rennen angekündigt, dass es sein Fahrerpaar Rubens Barrichello und Eddie Irvine für 1996 beibehalten werde. Allerdings gab Ferrari dann bekannt, dass es Irvines Vertrag aufgekauft hatte und dass er 1996 Schumachers Partner im Team werden würde. Anschließend kündigte Jordan an, dass Martin Brundle stattdessen vom Ligier-Team zu Barrichellos Partner wechseln werde.
Einige Teams brachten Upgrades an den Autos mit ins Rennen – das Williams-Team verwendete die verbesserten „B“-Versionen des FW17-Chassis zum zweiten Mal, nach seinem Debüt beim vorherigen Rennen in Portugal. Passend zum Heimrennen seines Motorenlieferanten Mercedes brachte McLaren auch Upgrades mit. Das Team entschied sich dafür, die „B“- und „C“-Versionen seines problematischen MP4/10-Chassis zusammenzuführen, wobei das Heck und das Getriebe vom ersteren übernommen wurden. Darüber hinaus brachte das Ferrari-Team einen überarbeiteten Heckflügel und Seitenkästen für seinen 412T2-Wagen mit, was beide Fahrer als Verbesserung ansahen.
Massimilano Papis, Tarquini und Jean-Denis Delétraz bestritten ihr letztes Formel-1-Rennen.
Mit Schumacher (einmal) trat ein ehemaliger Sieger zu diesem Grand Prix an.

### Training
Vor dem Rennen fanden zwei Trainingseinheiten statt: Die erste am Freitagmorgen und die zweite am Samstagmorgen.
Das erste freie Training am Freitagmorgen gewann Hill mit einer Zeit von 1:19,343 Minuten vor Coulthard und Schumacher.
Im zweiten freien Training am Samstagmorgen war erneut Hill mit einer Zeit von 1:34,906 Minuten der Schnellste vor Coulthard und Heinz-Harald Frentzen.

### Qualifying
Das Qualifying fand in zwei Abschnitten statt, die jeweils beste Zeit entschied über die Startposition.
Im ersten Qualifyingsegment (Q1) war Coulthard der Schnellste vor Hill und Schumacher. Im zweiten Qualifyingsegment (Q2) war Schumacher dann mit einer Zeit von 1:19,150 Minuten der Schnellste. Die Pole-Position sicherte sich somit Coulthard. Es war seine dritte der Saison und die dritte seiner Karriere.

### Warm-Up
Die Fahrer sollten um 09:30 Uhr zu einer 30-minütigen Aufwärmsitzung auf die Strecke gehen, die Sitzung wurde jedoch aufgrund von Nebel und starkem Regen auf 10:05 Uhr verschoben. Aufgrund der nassen Wetterbedingungen kamen während der Session mehrere Fahrer von der Strecke ab. Beide Williams-Autos behielten ihre gute Leistung aus dem Qualifying bei: Coulthard fuhr mit 1:38,378 Minuten die schnellste Zeit, während Hill Dritter wurde. Gerhard Berger teilte sie im Ferrari auf dem zweiten Platz. Schumacher komplettierte die Top Vier, sechs Zehntelsekunden hinter Coulthard.

### Rennen
Coulthard war gezwungen, das Ersatzauto zu benutzen, das bereits für Hill abgestimmt war, nachdem er während der Anfahrt zur Startaufstellung von der Strecke abkam und dabei den Motor abwürgte. Der Start des Rennens war für 14:00 Uhr geplant, aber Papis sorgte dafür, dass der Start abgebrochen wurde und eine neue Startzeit um 14:05 Uhr angesetzt wurde. Viele der Teams starteten mit Regenreifen ins Rennen, aber Ferrari und McLaren entschieden sich dafür, ihre Autos mit Slicks auszustatten. Die Ferrari-Mechaniker erhöhten auch die Fahrhöhe und den Abtrieb der Autos von Jean Alesi und Berger in der Startaufstellung um sie bei nassen Bedingungen konkurrenzfähiger zu machen.
Coulthard behielt von der Pole-Position aus die Führung bis in die erste Kurve, während Hill einen schlechten Start hatte und im Vorfeld der Kurve von Schumacher überholt wurde. Irvine überholte Hill ebenfalls, wurde aber später in der ersten Runde wieder überholt. Weiter hinten im Feld wurde festgestellt, dass Frentzen einen Fehlstart hingelegt hatte, während Papis seinen normalen Startplatz einnahm, anstatt von hinten zu starten, wie er es nach dem Abwürgen hätte tun sollen. Beide Fahrer erhielten zu Beginn des Rennens eine Stop-and-Go-Strafe von zehn Sekunden. Papis' Teamkollege Taki Inoue konnte wegen eines Elektronikfehlers nicht starten.
Die auf den Trockenreifen startenden McLaren und Bergers Ferrari fielen in den ersten Runden des Rennens zurück, wobei beide McLarens von den Pacific- und Forti-Autos überholt wurden. Berger fiel aufgrund eines Reifensatzes mit falschem Druck, der zu einem Ungleichgewicht im Fahrverhalten führte auf den neunten Platz zurück. Alesi rückte auf den vierten Platz vor und überholte Johnny Herbert in Runde fünf und Irvine in Runde acht. Berger und die McLaren rückten in der Rangliste wieder vor, als die Fahrer wegen Slick-Reifen einen Boxenstopp einlegten. Als die Spitzenreiter ihre Stopps einlegten, landete Alesi 20 Sekunden vor Coulthard, Schumacher und Hill. Am Ende der 17. Runde waren die meisten Fahrer wegen Slick-Reifen an die Box gegangen und die Startreihenfolge hatte sich stabilisiert, da Alesi vor Coulthard, Schumacher, Hill, Berger und Irvine führte. Frentzen lag als Siebter außerhalb der Punkteränge, kollidierte jedoch in der nächsten Runde mit dem Forti von Pedro Diniz, als er versuchte, ihn zu überrunden und schied daraufhin aus dem Rennen aus. Zu diesem Zeitpunkt waren auch Olivier Panis und Blundell ausgeschieden, da sie beide in Runde 15 von der Strecke abkamen.
An der Spitze des Feldes war Hill schneller als der drittplatzierte Schumacher und begann, ihn einzuholen. Schumacher verteidigte seine Position mehrmals energisch, doch Hill überholte ihn schließlich. Allerdings fuhr Hill dann in der letzten Kurve zu weit raus und Schumacher überholte ihn wieder. Coulthard im anderen Williams begann unter übermäßigem Übersteuern durch das Fahrverhalten seines Autos zu leiden und fiel auf den vierten Platz hinter Schumacher und Hill zurück, die ihn in den Runden 21 bzw. 23 überholten. Während Schumacher und die Williams-Fahrer um die Positionen kämpften, konnte Alesi seinen Vorsprung an der Spitze auf 45 Sekunden ausbauen. Alesi und Schumacher machten in Runde 34 ihre zweiten Boxenstopps. Alesi bekam genug Treibstoff, um das Rennen zu beenden, während Schumachers Besuch der zweite von drei geplanten Boxenbesuchen war. Alesi verließ die Box direkt vor dem drittplatzierten Hill, der in Runde 40, der Runde vor seinem eigenen Boxenstopp, versuchte, Alesi zu überholen. Dabei berührten sich die beiden Autos und Hill verlor seinen Frontflügel und musste an die Box, um den beschädigten Flügel auszutauschen. Er verlor Zeit, als er mit seinem beschädigten Auto über die Strecke fuhr und kam hinter Coulthard auf dem vierten Platz wieder zurück. In derselben Runde schied Berger mit Motorproblemen aus. Nach seinem Stopp schied Hill in Runde 58 aus dem Rennen aus.
Schumacher machte seinen letzten Boxenstopp in Runde 52 vom zweiten Platz aus, nachdem er Alesi in seinem dritten Stint eingeholt hatte. Er reihte sich mit einigem Abstand hinter dem Ferrari wieder ein, fuhr aber in Runde 58 eine schnellste Runde von 1:21,180 Minuten, fast 1,7 Sekunden schneller als Alesis schnellste Runde des Rennens. Alesis Versuche, die Führung zu behalten, scheiterten daran, dass ihm der Überrundungsverkehr im Weg stand und er in der Veedol-Schikane fünf Sekunden verlor. In den Schlussrunden holte Schumacher Alesi ein und überholte ihn in Runde 65. Schumacher vergrößerte den Vorsprung auf zweieinhalb Sekunden und gewann das Rennen nach 67 Runden und sicherte sich seinen siebten Saisonsieg.
Hill, der vom Streckenrand aus zusah, applaudierte Schumachers Sieg. Schumacher versuchte, sein Auto anzuhalten, um Hill zurück in die Boxengasse zu bringen, was ihm jedoch aufgrund einer rutschenden Kupplung nicht gelang. Alesi behielt seine Position und wurde in seinem Ferrari Zweiter, Coulthard wurde Dritter – 35 Sekunden dahinter. Barrichello wurde Vierter vor Herbert und Irvine. Die beiden letztgenannten kämpften über weite Teile des Rennens: Sie kollidierten in Runde 31, wodurch beide hinter Barrichello zurückfielen und Herbert einen Boxenstopp wegen eines neuen Frontflügels einlegen musste. Später drehte sich Irvine, als er versuchte, Papis zu überrunden, wodurch Herbert wieder an ihm vorbeikam. Außerhalb der Punkte belegte Brundle für Ligier den siebten Platz, vor Häkkinen, dessen achter Platz, zwei Runden hinter Schumacher, eine große Enttäuschung für Mercedes in seinem Heimatland war. Die Minardi-Fahrer Pedro Lamy und Luca Badoer belegten die Plätze neun und elf, Mika Salo belegte den zehnten Platz. Letzterer legte einen außerplanmäßigen Boxenstopp ein, um einen Reifenschaden zu wechseln, nachdem er während des Rennens mit Jean-Christophe Boullion zusammengestoßen war. Der Sauber-Fahrer schied aufgrund des bei diesem Vorfall entstandenen Schadens aus.
Papis, Diniz, Tarquini und Délétraz komplettierten das Feld. Unter den Ausfällen stoppte Roberto Moreno seinen Forti mit einem Defekt an der Antriebswelle, während Andrea Montermini in Runde 42 einen anstrengenden Boxenstopp erlebte: Die Tankanlage des Pacific-Teams versagte und in der Verwirrung zog sich Tanker Paul Summerfield einen Bruch des linken Oberschenkelknochens zu, als er von dem Auto angefahren, als Montermini seine Box verließ. Infolgedessen ging Montermini in Runde 45 der Treibstoff aus.
Sowohl in der Fahrer- als auch in der Konstrukteurswertung blieben die ersten drei Positionen unverändert. Schumacher fehlten nach dem Rennen nur noch drei Punkte für seinen zweiten Titel.

## Meldeliste
| Team                      | Nr. | Fahrer                   | Chassis         | Motor                 | Reifen |
| ------------------------- | --- | ------------------------ | --------------- | --------------------- | ------ |
| Mild Seven Benetton Ford  | 01  | Michael Schumacher       | Benetton B195   | Renault 3.0 V10       | G      |
| Mild Seven Benetton Ford  | 02  | Johnny Herbert           | Benetton B195   | Renault 3.0 V10       | G      |
| Nokia Tyrrell Yamaha      | 03  | Gabriele Tarquini        | Tyrrell 023     | Yamaha 3.0 V10        | G      |
| Nokia Tyrrell Yamaha      | 04  | Mika Salo                | Tyrrell 023     | Yamaha 3.0 V10        | G      |
| Rothmans Williams Renault | 05  | Damon Hill               | Williams FW17   | Renault 3.0 V10       | G      |
| Rothmans Williams Renault | 06  | David Coulthard          | Williams FW17   | Renault 3.0 V10       | G      |
| Marlboro McLaren Mercedes | 07  | Mark Blundell            | McLaren MP4/10B | Mercedes-Benz 3.0 V10 | G      |
| Marlboro McLaren Mercedes | 08  | Mika Häkkinen            | McLaren MP4/10B | Mercedes-Benz 3.0 V10 | G      |
| Footwork Hart             | 09  | Massimiliano Papis       | Footwork FA16   | Hart 3.0 V8           | G      |
| Footwork Hart             | 10  | Taki Inoue               | Footwork FA16   | Hart 3.0 V8           | G      |
| Total Jordan Peugeot      | 14  | Rubens Barrichello       | Jordan 195      | Peugeot 3.0 V10       | G      |
| Total Jordan Peugeot      | 15  | Eddie Irvine             | Jordan 195      | Peugeot 3.0 V10       | G      |
| Pacific Grand Prix Ltd    | 16  | Jean-Denis Delétraz      | Pacific PR02    | Ford ED 3.0 V8        | G      |
| Pacific Grand Prix Ltd    | 17  | Andrea Montermini        | Pacific PR02    | Ford ED 3.0 V8        | G      |
| Parmalat Forti Ford       | 21  | Pedro Diniz              | Forti FG01      | Ford ED 3.0 V8        | G      |
| Parmalat Forti Ford       | 22  | Roberto Moreno           | Forti FG01      | Ford ED 3.0 V8        | G      |
| Minardi Scuderia Italia   | 23  | Pedro Lamy               | Minardi M195    | Ford EDM 3.0 V8       | G      |
| Minardi Scuderia Italia   | 24  | Luca Badoer              | Minardi M195    | Ford EDM 3.0 V8       | G      |
| Ligier Gitanes Blondes    | 25  | Martin Brundle           | Ligier JS41     | Mugen-Honda 3.0 V10   | G      |
| Ligier Gitanes Blondes    | 26  | Olivier Panis            | Ligier JS41     | Mugen-Honda 3.0 V10   | G      |
| Scuderia Ferrari SpA      | 27  | Jean Alesi               | Ferrari 412T2   | Ferrari 3.0 V12       | G      |
| Scuderia Ferrari SpA      | 28  | Gerhard Berger           | Ferrari 412T2   | Ferrari 3.0 V12       | G      |
| Red Bull Sauber Ford      | 29  | Jean-Christophe Boullion | Sauber C14      | Ford Zetec-R 3.0 V8   | G      |
| Red Bull Sauber Ford      | 30  | Heinz-Harald Frentzen    | Sauber C14      | Ford Zetec-R 3.0 V8   | G      |

## Klassifikationen

### Qualifying
| Pos. | Fahrer                   | Konstrukteur       | Q1       | Q2       | Start |
| ---- | ------------------------ | ------------------ | -------- | -------- | ----- |
| 01   | David Coulthard          | Williams-Renault   | 1:18,738 | 1:19,913 | 01    |
| 02   | Damon Hill               | Williams-Renault   | 1:18,972 | 1:19,607 | 02    |
| 03   | Michael Schumacher       | Benetton-Renault   | 1:19,470 | 1:19,150 | 03    |
| 04   | Gerhard Berger           | Ferrari            | 1:19,821 | 1:21,083 | 04    |
| 05   | Eddie Irvine             | Jordan-Peugeot     | 1:20,488 | 1:21,426 | 05    |
| 06   | Jean Alesi               | Ferrari            | 1:20,521 | 1:20,510 | 06    |
| 07   | Johnny Herbert           | Benetton-Renault   | 1:20,653 | 1:21,236 | 07    |
| 08   | Heinz-Harald Frentzen    | Sauber-Ford        | 1:20,762 | 1:20,749 | 08    |
| 09   | Mika Häkkinen            | McLaren-Mercedes   | 1:20,866 | 1:20,968 | 09    |
| 10   | Mark Blundell            | McLaren-Mercedes   | 1:20,909 | 1:21,583 | 10    |
| 11   | Rubens Barrichello       | Jordan-Peugeot     | 1:21,350 | 1:21,211 | 11    |
| 12   | Martin Brundle           | Ligier-Mugen-Honda | 1:21,541 | 1:22,062 | 12    |
| 13   | Jean-Christophe Boullion | Sauber-Ford        | 1:22,059 | 1:34,210 | 13    |
| 14   | Olivier Panis            | Ligier-Mugen-Honda | 1:22,062 | 1:22,565 | 14    |
| 15   | Mika Salo                | Tyrrell-Yamaha     | 1:23,058 | 1:23,079 | 15    |
| 16   | Pedro Lamy               | Minardi-Ford       | 1:23,328 | 1:24,087 | 16    |
| 17   | Massimiliano Papis       | Footwork-Hart      | 1:23,689 | 1:24,134 | 17    |
| 18   | Luca Badoer              | Minardi-Ford       | 1:23,760 | 1:26,406 | 18    |
| 19   | Gabriele Tarquini        | Tyrrell-Yamaha     | 1:24,286 | 1:24,352 | 19    |
| 20   | Andrea Montermini        | Pacific-Ford       | 1:24,696 | 1:26,102 | 20    |
| 21   | Taki Inoue               | Footwork-Hart      | 1:26,667 | 1:24,900 | 21    |
| 22   | Pedro Diniz              | Forti-Ford         | 1:25,647 | 1:25,157 | 22    |
| 23   | Roberto Moreno           | Forti-Ford         | 1:26,784 | 1:26,098 | 23    |
| 24   | Jean-Denis Delétraz      | Pacific-Ford       | 1:27,853 | 1:29,677 | 24    |

### Rennen
| Pos. | Fahrer                   | Konstrukteur       | Runden | Stopps | Zeit        | Start | Schnellste Runde |
| ---- | ------------------------ | ------------------ | ------ | ------ | ----------- | ----- | ---------------- |
| 01   | Michael Schumacher       | Benetton-Renault   | 67     | 3      | 1:39:59,044 | 03    | 1:21,180 (57.)   |
| 02   | Jean Alesi               | Ferrari            | 67     | 1      | + 2,684     | 06    | 1:22,814 (58.)   |
| 03   | David Coulthard          | Williams-Renault   | 67     | 2      | + 35,382    | 01    | 1:21,739 (60.)   |
| 04   | Rubens Barrichello       | Jordan-Peugeot     | 66     | 2      | + 1 Runde   | 11    | 1:25,018 (37.)   |
| 05   | Johnny Herbert           | Benetton-Renault   | 66     | 3      | + 1 Runde   | 07    | 1:22,544 (56.)   |
| 06   | Eddie Irvine             | Jordan-Peugeot     | 66     | 2      | + 1 Runde   | 05    | 1:24,775 (63.)   |
| 07   | Martin Brundle           | Ligier-Mugen-Honda | 66     | 2      | + 1 Runde   | 12    | 1:23,801 (64.)   |
| 08   | Mika Häkkinen            | McLaren-Mercedes   | 65     | 1      | + 2 Runden  | 09    | 1:22,760 (65.)   |
| 09   | Pedro Lamy               | Minardi-Ford       | 64     | 2      | + 3 Runden  | 16    | 1:26,832 (59.)   |
| 10   | Mika Salo                | Tyrrell-Yamaha     | 64     | 3      | + 3 Runden  | 15    | 1:25,516 (61.)   |
| 11   | Luca Badoer              | Minardi-Ford       | 64     | 2      | + 3 Runden  | 18    | 1:25,962 (62.)   |
| 12   | Massimiliano Papis       | Footwork-Hart      | 64     | 3      | + 3 Runden  | 17    | 1:26,332 (55.)   |
| 13   | Pedro Diniz              | Forti-Ford         | 62     | 2      | + 5 Runden  | 22    | 1:27,555 (57.)   |
| 14   | Gabriele Tarquini        | Tyrrell-Yamaha     | 61     | 3      | + 6 Runden  | 19    | 1:26,160 (61.)   |
| 15   | Jean-Denis Delétraz      | Pacific-Ford       | 60     | 2      | + 7 Runden  | 24    | 1:31,253 (59.)   |
| –    | Damon Hill               | Williams-Renault   | 58     | 2      | DNF         | 02    | 1:21,933 (58.)   |
| –    | Andrea Montermini        | Pacific-Ford       | 45     | 2      | DNF         | 20    | 1:26,566 (44.)   |
| –    | Jean-Christophe Boullion | Sauber-Ford        | 44     | 1      | DNF         | 13    | 1:25,385 (43.)   |
| –    | Gerhard Berger           | Ferrari            | 40     | 1      | DNF         | 04    | 1:24,239 (38.)   |
| –    | Roberto Moreno           | Forti-Ford         | 22     | 1      | DNF         | 23    | 1:37,763 (21.)   |
| –    | Heinz-Harald Frentzen    | Sauber-Ford        | 17     | 1      | DNF         | 08    | 1:37,423 (16.)   |
| –    | Olivier Panis            | Ligier-Mugen-Honda | 14     | 1      | DNF         | 14    | 1:39,347 (12.)   |
| –    | Mark Blundell            | McLaren-Mercedes   | 14     | 0      | DNF         | 10    | 1:40,613 (14.)   |
| –    | Taki Inoue               | Footwork-Hart      | 0      | 0      | DNF         | 21    | –                |

## WM-Stände nach dem Rennen
Die ersten sechs Fahrer eines Rennens bekamen 10, 6, 4, 3, 2 und 1 Punkt(e).

### Fahrerwertung
| Pos. | Fahrer                   | Konstrukteur       | Punkte |
| ---- | ------------------------ | ------------------ | ------ |
| 01   | Michael Schumacher       | Benetton-Renault   | 82     |
| 02   | Damon Hill               | Williams-Renault   | 55     |
| 03   | David Coulthard          | Williams-Renault   | 43     |
| 04   | Jean Alesi               | Ferrari            | 40     |
| 05   | Johnny Herbert           | Benetton-Renault   | 40     |
| 06   | Gerhard Berger           | Ferrari            | 28     |
| 07   | Heinz-Harald Frentzen    | Sauber-Ford        | 15     |
| 08   | Mika Häkkinen            | McLaren-Mercedes   | 11     |
| 09   | Rubens Barrichello       | Jordan-Peugeot     | 11     |
| 10   | Mark Blundell            | McLaren-Mercedes   | 10     |
| 11   | Olivier Panis            | Ligier-Mugen-Honda | 8      |
| 12   | Martin Brundle           | Ligier-Mugen-Honda | 7      |
| 13   | Eddie Irvine             | Jordan-Peugeot     | 7      |
| 14   | Jean-Christophe Boullion | Sauber-Ford        | 3      |
| 15   | Mika Salo                | Tyrrell-Yamaha     | 2      |
| 16   | Aguri Suzuki             | Ligier-Mugen-Honda | 1      |
| 17   | Gianni Morbidelli        | Footwork-Hart      | 1      |

| Pos. | Fahrer                 | Konstrukteur     | Punkte |
| ---- | ---------------------- | ---------------- | ------ |
| 18   | Pierluigi Martini      | Minardi-Ford     | 0      |
| 19   | Ukyō Katayama          | Tyrrell-Yamaha   | 0      |
| 20   | Massimiliano Papis     | Footwork-Hart    | 0      |
| 21   | Luca Badoer            | Minardi-Ford     | 0      |
| 22   | Andrea Montermini      | Pacific-Ford     | 0      |
| 23   | Taki Inoue             | Footwork-Hart    | 0      |
| 24   | Pedro Lamy             | Minardi-Ford     | 0      |
| 25   | Pedro Diniz            | Forti-Ford       | 0      |
| 26   | Domenico Schiattarella | Simtek-Ford      | 0      |
| 27   | Nigel Mansell          | McLaren-Mercedes | 0      |
| 28   | Bertrand Gachot        | Pacific-Ford     | 0      |
| 29   | Jos Verstappen         | Simtek-Ford      | 0      |
| 30   | Karl Wendlinger        | Sauber-Ford      | 0      |
| 31   | Roberto Moreno         | Forti-Ford       | 0      |
| 32   | Gabriele Tarquini      | Tyrrell-Yamaha   | 0      |
| 33   | Jean-Denis Delétraz    | Pacific-Ford     | 0      |
| –    | Giovanni Lavaggi       | Pacific-Ford     | 0      |

### Konstrukteurswertung
| Pos. | Konstrukteur       | Punkte |
| ---- | ------------------ | ------ |
| 01   | Benetton-Renault   | 112    |
| 02   | Williams-Renault   | 92     |
| 03   | Ferrari            | 68     |
| 04   | McLaren-Mercedes   | 21     |
| 05   | Sauber-Ford        | 18     |
| 06   | Jordan-Peugeot     | 18     |
| 07   | Ligier-Mugen-Honda | 16     |

| Pos. | Konstrukteur   | Punkte |
| ---- | -------------- | ------ |
| 08   | Tyrrell-Yamaha | 2      |
| 09   | Footwork-Hart  | 1      |
| 10   | Minardi-Ford   | 0      |
| 11   | Pacific-Ford   | 0      |
| 12   | Forti-Ford     | 0      |
| 13   | Simtek-Ford    | 0      |

Anmerkungen
1. 1 2  Benetton-Renault und Williams-Renault erhielten beim Großen Preis von Brasilien keine Konstrukteurspunkte (zehn bzw. sechs) wegen Verwendung nicht regelkonformen Treibstoffs.